# Bezirk Gera
Der Bezirk Gera war eine Verwaltungseinheit in der Deutschen Demokratischen Republik. Er wurde 1952 nach Auflösung der Länder als einer von insgesamt 14 Bezirken eingerichtet. Im Jahre 1990 wurde der Bezirk Gera im Zuge der Wiedererrichtung der Länder auf dem Gebiet der DDR aufgelöst.

## Verwaltungsgliederung
Der Bezirk bestand bis zu seiner Auflösung am 2. Oktober 1990 aus 2 Stadt- und 11 Landkreisen und erfuhr seine Fortführung im Land Thüringen, wobei die Kreise und Gemeinden auch neue Schlüsselkennzahlen erhielten, die bis zur kommunalen Neugliederung am 1. Juli 1994 Gültigkeit behielten. Erst ab Juli 1994, mit Inkrafttreten des Gesetzes zur Neugliederung der Landkreise und kreisfreien Städte in Thüringen (Thür NGG – Thüringer Neugliederungsgesetz) vom 16. August 1993, erhielten die Kreise (mit den untergeordneten Gemeinden) und die kreisfreien Städte neue Schlüsselnummern. Der Bezirk Gera bildete nun den östlichsten Teil des Landes Thüringen.
| Ehem. Kreis- nummer (TGS) | Kreis            | Bevölkerung am 03.10.1990 | Bevölkerung am 03.10.1990 | Bevölkerung am 03.10.1990 | Anzahl der Gemeinden | Fläche (ha) am Jahres- ende 1990 | Kreis-Nr. von 1990 bis 1994 (AGS) |
| Ehem. Kreis- nummer (TGS) | Kreis            | insgesamt                 | männlich                  | weiblich                  | Anzahl der Gemeinden | Fläche (ha) am Jahres- ende 1990 | Kreis-Nr. von 1990 bis 1994 (AGS) |
| ------------------------- | ---------------- | ------------------------- | ------------------------- | ------------------------- | -------------------- | -------------------------------- | --------------------------------- |
| 1031..                    | Gera, Stadtkreis | 129713                    | 61691                     | 68022                     | 1                    | 7800                             | 16002...                          |
| 1032..                    | Jena, Stadtkreis | 102680                    | 48464                     | 54216                     | 1                    | 5900                             | 16003...                          |
|                           |                  |                           |                           |                           |                      |                                  |                                   |
| 1001..                    | Eisenberg        | 32729                     | 15740                     | 16989                     | 43                   | 24233                            | 16017...                          |
| 1002..                    | Gera-Land        | 55940                     | 26679                     | 29261                     | 64                   | 46991                            | 16019...                          |
| 1011..                    | Greiz            | 53833                     | 25010                     | 28823                     | 32                   | 22781                            | 16021...                          |
| 1003..                    | Jena-Land        | 32632                     | 15689                     | 16943                     | 48                   | 36672                            | 16025...                          |
| 1004..                    | Lobenstein       | 28094                     | 13542                     | 14552                     | 42                   | 35605                            | 16027...                          |
| 1005..                    | Pößneck          | 51272                     | 24347                     | 26925                     | 51                   | 41077                            | 16032...                          |
| 1006..                    | Rudolstadt       | 65836                     | 31533                     | 34303                     | 70                   | 46858                            | 16033...                          |
| 1007..                    | Saalfeld         | 57309                     | 27448                     | 29861                     | 49                   | 33714                            | 16034...                          |
| 1008..                    | Schleiz          | 31555                     | 14929                     | 16626                     | 51                   | 45454                            | 16035...                          |
| 1009..                    | Stadtroda        | 32296                     | 15696                     | 16600                     | 44                   | 27181                            | 16041...                          |
| 1010..                    | Zeulenroda       | 37602                     | 17787                     | 19815                     | 35                   | 26252                            | 16045...                          |
| 10..                      | Bezirk Gera      | 711491                    | 338555                    | 372936                    | 531                  | 400518                           | zum Land Thüringen                |

## Regierungs- und Parteichefs

### Vorsitzende des Rates des Bezirkes
- 1952–1959: Lydia Poser (1909–1984)
- 1959–1965: Albert Wettengel (1921–2004)
- 1965–1973: Horst Wenzel (* 1921)
- 1973–1977: Rudolf Bahmann (1929–1977)
- 1977–9999: Joachim Mittasch (kommissarisch)
- 1977–1983: Karl-Heinz Fleischer (1932–2009)
- 1983–1990: Werner Ullrich (1928–1999)
- 1990–9999: Helmut Luck (* 1930)
- 1990–9999: Peter Lindlau (Regierungsbevollmächtigter)

### Erste Sekretäre derSED-Bezirksleitung
- 1952–1955: Otto Funke (1915–1997)
- 1955–1959: Heinz Glaser (1920–1978)
- 1959–1963: Paul Roscher (1913–1993)
- 1963–1989: Herbert Ziegenhahn (1921–1993)
- 1989–1990: Erich Postler (* 1940)

## Weitere Daten
- Industrielle Schwerpunkte: Chemie (Rudolstadt-Schwarza), Elektrotechnik, Elektronik, Modedruck, Werkzeugmaschinenbau (Gera), Optik, Feinmechanik (Jena), Stahlerzeugung (Unterwellenborn), Keramik (Kahla), Uranerzbergbau (Ronneburg)
- Größte Städte:

1. Gera (134.834 [1988])
2. Jena (108.010 [1988])
3. Greiz (35.822 [1984])
4. Saalfeld/Saale (33.586 [1984])
5. Rudolstadt (32.232 [1984])
6. Pößneck (18.045 [1984])
7. Zeulenroda (14.659 [1984])
8. Eisenberg (13.361 [1984])
9. Hermsdorf (10.835 [1984])
10. Neustadt an der Orla (10.822 [1984])
11. Weida (10.805 [1984])

## Wappen
Durch die Siegelordnung der DDR vom 28. Mai 1953 verloren alle regionalen Wappen ihre Bedeutung als Marke bzw. Siegel. Jedoch wurden die Wappen der Städte und Kreise weiterhin an Gebäuden oder in Publikationen verwendet, ohne eine amtliche Funktion zu erfüllen. Das in einigen Büchern verwendete Wappen des Bezirkes Gera zeigt in Wirklichkeit das Wappen der Stadt Gera. Amtlich war das Siegelwappen der DDR. Erst durch die Kommunalverfassung der DDR vom 17. Mai 1990 konnten Gemeinden und Kreise erstmals wieder ausdrücklich Wappen führen und als Siegel verwenden.

## Kunstpreis
Der Rat des Bezirkes Gera verlieh jährlich einen Kunstpreis.